# Muhlenbergia flabellata
Muhlenbergia flabellata är en gräsart som beskrevs av Carl Christian Mez. Muhlenbergia flabellata ingår i släktet muhlygräs, och familjen gräs. Inga underarter finns listade i Catalogue of Life.